# لبو ماتوسا
لِبوهانگ پِرِشیوس ماتوسا (زادهٔ ۱۰ ژوئیه ۱۹۷۷ – درگذشتهٔ ۲۳ اکتبر ۲۰۰۶)، یک خوانندهٔ سبک کوایتو اهل آفریقای جنوبی بود. ماتوسا کار خود را به‌عنوان یکی از اعضای مؤسس گروه محبوب آفریقای جنوبی، بوم شاکا، در سال ۱۹۹۴ ، در سن هفده سالگی آغاز کرد. باشگاهی در ژوهانسبورگ نقطه عطف او بود جایی که دون لاکا تهیه کننده موسیقی اورا موجز دید.
او به‌خاطر موهای بلوند رنگ‌شده‌اش، اجراهای پرانرژی روی صحنه، صدای قدرتمند و خشن، خلاقیت بی‌وقفه‌اش، حرکات رقص پرجنب‌وجوش و لباس‌های جسورانهٔ صحنه‌ای‌اش شناخته شده بود؛ همچنین، او به‌طور آشکار دوجنس‌گرا بود. در سال ۲۰۰۱، او توسط مجلهٔ اف‌اچ‌ام به عنوان یکی از جذاب‌ترین زنان آفریقا نامزد شد.
اما روزگار او فقط ۲۹بهار را دید و در زمستانی عظیم فرو رفت در یک دلخراش حادثه ای که تصادف مینامندش بزرگ‌راه N3 شرق رند بعد اجرایی مهیج که نقش اول این هیجان بود اما در تصادف او هیچ نقشی نداشت و تنها عدم کنترل راننده اش بر روی خودرو علت این حادثه بود و دیگر هیچ .

## اوایل زندگی
لِبوهانگ ماتوسا در دیویتون، شهرستانی در نزدیکی بنونی متولد شد. او دوران دبیرستان خود را در مدرسهٔ سنت مری گذراند. لبو از هفت سالگی با خواندن در گروه کر کلیسای محلی خود، شروع به کشف استعدادش در موسیقی کرد. زمانی که خانواده‌اش به ژوهانسبورگ نقل مکان کردند، او با موسیقی سبک بابل آدامس آشنا شد، که ترکیبی از پاپ و دیسکو بود و توسط هنرمندانی مانند برندا فاسی رواج یافته بود. ماتوسا برندا فاسی را الهام‌بخش خود می‌دانست و بعدها به‌عنوان یک اعجوبه در موسیقی شناخته شد.

## پیشه
ماتوسا در سن چهارده سالگی توسط یک دی‌جی از ژوهانسبورگ کشف شد و کمی بعد به گروه بوم شاکا پیوست. این گروه به سرعت به موفقیت دست یافت و به یکی از برجسته‌ترین گروه‌های موسیقی کوایتو در آفریقای جنوبی تبدیل شد. برخی معتقدند که این موفقیت تا حدی به دلیل جذابیت جنسی ماتوسا، از طریق لباس‌ها و سبک رقص منحصربه‌فردش، بوده است. اولین آلبوم بوم شاکا با عنوان «دربارهٔ زمان» بلافاصله با استقبال زیادی مواجه شد، اما آن‌ها با آخرین آلبوم خود، که در آن نسخه‌ای بازسازی‌شده از سرود ملی آفریقای جنوبی، «(خداوند آفریقا را برکت دهد) Nkosi Sikelela»، را ارائه کردند، با جنجال روبرو شدند.
پس از ترک بوم شاکا، ماتوسا کار انفرادی خود را آغاز کرد و در این مسیر بسیار موفق بود. او همچنین پیشگام در زمینهٔ حق‌نشر برای هنرمندان آفریقای جنوبی به‌شمار می‌رفت. ماتوسا در اقدامی بی‌سابقه برای صنعت موسیقی و به‌ویژه برای یک زن، مذاکره کرد و موفق شد حقوق انتشار و مالکیت کامل آثار خود را به‌دست آورد.
ماتوسا صحنه‌ای را با کیت عرق به اشتراک گذاشت. در زمان مرگ ناگهانی‌اش در سن ۲۹ سالگی بر اثر یک تصادف رانندگی، ماتوسا برنامه‌هایی برای راه‌اندازی لیبل موسیقی خود داشت.

### انفرادی
او در سال ۱۹۹۹ به‌عنوان یک هنرمند انفرادی فعالیت خود را آغاز کرد. اولین آلبوم انفرادی او با عنوان «رؤیا» (Dream)، در سال ۲۰۰۰ منتشر شد و تنها یک ماه پس از عرضه، به وضعیت طلایی دست یافت. در مراسم جوایز موسیقی آفریقای جنوبی در سال ۲۰۰۰، ماتوسا موفق به کسب سه جایزه شد: بهترین آلبوم رقص برای آلبوم «رؤیا»، بهترین آهنگ رقص برای تک‌آهنگ «Ntozabantu» از همان آلبوم، و بهترین خواننده زن.
آلبوم بعدی او، «درام کوئین» (Drama Queen)، که در سال ۲۰۰۴ منتشر شد، بار دیگر جایزهٔ بهترین آلبوم رقص را در جوایز موسیقی آفریقای جنوبی برای او به ارمغان آورد. این آلبوم نقطهٔ عطفی در موسیقی ماتوسا بود، چرا که او از سبک کوایتو که ریشه در دوران حضورش در گروه بوم شاکا داشت، به سمت صدایی روح‌انگیزتر، فانک و دیسکو حرکت کرد. آلبوم «درام کوئین» با ترکیب سبک‌های مختلف موسیقی، از جمله هاوس، تحول چشمگیری در کارنامهٔ هنری ماتوسا ایجاد کرد و نشان‌دهندهٔ توانایی او در نوآوری و تغییر سبک‌های موسیقی بود.
لِبوهانگ ماتوسا در سال ۲۰۰۴ با آهنگ‌هایی مانند ** «موسقی رو دوست دارم»، «Awu Dede» و «خطرناک» (با همراهی جَز) به صدر جدول‌های موسیقی پاپ آفریقای جنوبی صعود کرد. او با آخرین آلبوم خود، «شیر زن» (۲۰۰۶)، موسیقی پاپ را با عناصر موسیقی سنتی آفریقایی ترکیب کرد. این آلبوم شامل ترانه‌های شاد و تابستانی مانند «یه برند جدید»، «عشق شیرین» و «منو ببر اونجا» بود. این آلبوم همچنین نامزدی جایزهٔ MOBO بریتانیا در سال ۲۰۰۶ را در بخش «بهترین هنرمند آفریقایی» برای او به ارمغان آورد.
از مهم‌ترین اجراهای او می‌توان به حضور در جشن تولد ۸۵ سالگی نلسون ماندلا اشاره کرد. او همچنین با نمایش «مونولوگ‌های واژن» (The Vagina Monologues) در آمریکا تور کرد. حضور او در چنین نمایشی با پیامی فمینیستی و قدرتمند، نشان‌دهندهٔ نگرش ماتوسا به عنوان یک زن قوی و الهام‌بخش بود. به گفتهٔ نویسندهٔ زین مگوبه، ماتوسا «به الگویی برای بسیاری از زنان جوان آفریقای جنوبی تبدیل شده است، [هرچند] ممکن است در نگاه اول به نظر برسد که او کلیشه‌هایی مانند جنسی‌سازی بدن زنان سیاه‌پوست، تکان‌دادن باسن و شبیه‌سازی رابطهٔ جنسی روی صحنه را تقویت می‌کند.»
این نگرش فمینیستی قوی، همراه با نمایش جسورانهٔ تمایلات جنسی او روی صحنه، لقب «مادونای جدید شهرستان‌ها» را برای او به ارمغان آورد.ماتوسا با ترکیب هنر، فمینیسم و جسارت، تأثیر عمیقی بر فرهنگ و موسیقی آفریقای جنوبی گذاشت.

## تاییدیه‌ها
لِبوهانگ ماتوسا، هنرمند فقید، مورد تحسین و تأیید جومو سونو، افسانهٔ موسیقی آفریقای جنوبی، قرار گرفته بود.[نیازمند منبع] این تأییدیه نشان‌دهندهٔ جایگاه ویژهٔ ماتوسا در صنعت موسیقی و تأثیرگذاری او بر نسل‌های بعدی هنرمندان است.

## نقش‌های تلویزیونی و سینمایی
اگرچه او عمدتاً یک خواننده بود، اما ماتوسا قدرت خود را در بازیگری نیز امتحان کرده بود و در نقش‌های تلویزیونی محلی در سریال‌هایی مانند Generations (نسل)، Backstage (پشت صحنه) و Muvhango ظاهر شد.در سال ۲۰۰۳ ماتوسا در فیلم سربازانی از سنگ نیز بازی کرد.

## مستند
در سال ۲۰۱۹، سیزده سال پس از درگذشت لِبوهانگ ماتوسا، یک فیلم بیوگرافی دربارهٔ زندگی او با عنوان «رؤیا: داستان لبو ماتوسا»، منتشر شد. این فیلم در ۶ نوامبر از شبکهٔ *BET Africa* پخش شد و به بررسی زندگی پرفرازونشیب، دستاوردها و میراث ماندگار این هنرمند برجستهٔ آفریقای جنوبی پرداخت.

### جنجال
در فیلم زندگی‌نامه ای «رؤیا: داستان لبو ماتوسا»، شخصیت لِبوهانگ ماتوسا در دوران بزرگسالی توسط KB Motsinyalane و در دوران نوجوانی توسط Bahumi Madisakwane (کادیسکاوانه باهومی)، دختر طراح رقص و شخصیت رسانه‌ای دختر (سومیز موهینگو) Somizi Mhlongo و بازیگر Palesa Madisakwane، به تصویر کشیده شد. انتخاب بازیگران برای نقش‌های اصلی این فیلم، به‌ویژه به دلیل ارتباط خانوادگی Bahumi با Somizi Mhlongo، موضوع بحث و گفت‌وگو میان بینندگان بود. برخی این انتخاب را به دلیل استعداد و توانایی‌های بازیگری Bahumi (باهومی) تحسین کردند، در حالی که دیگران آن را به عنوان یک تصمیم بحث‌برانگیز در نظر گرفتند.

## دیسکوگرافی
- ۲۰۰۰: رؤیا
- ۲۰۰۴: ملکه درام
- ۲۰۰۶: شیرزن
- ۲۰۲۴: بی‌نهایت